# Florencio García Goyena
Florencio García Goyena, né en 1783 à Tafalla et mort en 1855, est un juriste et homme d'État espagnol.

## Biographie
Il fit ses études aux universités de Madrid et Salamanque. En 1823 il s'exila en France en raison de ses idées et de son implication en faveur du libéralisme, puis revint à la mort de Ferdinand VII dix ans plus tard.
Il occupa de nombreux postes importants au sein de l'administration et du système judiciaire espagnol : procureur criminel à Burgos, corrégidor de Guipuscoa, gouverneur civil de Grenade et Saragosse, régent des Audiences royales de Valence et Burgos, magistrat et président de la salle des Indes du Tribunal suprême, ministre de la Grâce et de la Justice avec Joaquín Pacheco dans un gouvernement de Joaquín María López en 1843, président du Conseil des ministres en 1847 etc.
À partir de 1846, il participa de façon décisive à l'élaboration du projet de Code civil espagnol de 1851, en grande partie basé sur son homologue français et dont il est connu comme le principal rédacteur.
Il était admirateur en matière pénale du juriste britannique Sir William Blackstone et de l'école pénale anglaise, opposé aux idées de Cesare Beccaria relatives à la peine capitale, mit un frein aux régimes foraux et introduisit l'Habeas Corpus dans la législation espagnole.